# Thaminophyllum latifolium
Thaminophyllum latifolium là một loài thực vật có hoa trong họ Cúc. Loài này được Bond miêu tả khoa học đầu tiên năm 1980.